# Edwin Litchfield Turnbull
Edwin Litchfield Turnbull (Baltimore, Maryland, 14 de novembre de 1872 - 1927) fou un compositor estatunidenc. Estudià en la seva ciutat natal i després a Londres, Florència i Múnic; el 1890 organitzà una orquestra i des de 1895 en dirigí d'altres. Entre les seves composicions figuren hi figuren melodies, himnes per a veus mixtes, cors per a veus d'home i obres orquestrals i instrumentals.